# جریان رانش
در فیزیک ماده چگال و الکتروشیمی، جریان رانش (به انگلیسی: drift current) یا جریان دریفت جریان الکتریکی یا حرکت حامل‌های بار است که به‌دلیل میدان الکتریکی اعمال‌شده‌است که اغلب به‌صورت نیروی محرکه الکتریکی در یک فاصله معین بیان می‌شود. هنگامی که یک میدان الکتریکی بر روی یک ماده نیم‌رسانا اعمال می‌شود، جریانی به دلیل شارش حامل‌های بار تولید می‌شود.
سرعت رانش، میانگین سرعت حامل‌های بار در جریان رانش است. سرعت رانش و جریان حاصله با تحرک‌پذیری مشخص می‌شود. برای جزئیات، به تحرک‌پذیری الکترون (برای جامدات) یا تحرک‌پذیری الکتریکی (برای بحث کلی تر) مراجعه کنید.
برای نحوه ترکیب جریان رانش، جریان پخش، و تولید حامل و بازترکیب، به معادله رانش-پخش در یک معادله تکی مراجعه کنید.

## جریان رانش درمقابل جریان پخش
جریان رانش اغلب همزمان با جریان پخش رخ می‌دهد. جدول زیر دو شکل جریان را با هم مقایسه می‌کند:
| جریان رانش                                              | جریان پخش                                                           |
| ------------------------------------------------------- | ------------------------------------------------------------------- |
| جریان رانش ناشی از میدان‌های الکتریکی است.               | جریان پخش به دلیل تغییرات در غلظت حامل ایجاد می‌شود.                 |
| جهت جریان رانش همیشه در جهت میدان الکتریکی است.         | جهت جریان پخش به گرادیان غلظت حامل بستگی دارد.                      |
| از قانون اهم پیروی می‌کند: {\displaystyle J=q\rho \mu E} | از قانون فیک پیروی می‌کند: {\displaystyle J=-qD{\frac {d\rho }{dx}}} |

## جریان رانش در دیود پیوندی پی-اِن
در دیود پیوندی p-n، الکترون‌ها و حفره‌ها به ترتیب حامل‌های بار اقلیت در ناحیه p و ناحیه n هستند. در یک پیوند بدون‌بایاس، به‌دلیل پخش حامل‌های بار، جریان پخش که از ناحیه p به n می‌گذرد، دقیقاً توسط جریان رانش برابر و مخالف متعادل می‌شود. در یک پیوند p-n بایاس‌شده، جریان رانش مستقل از بایاس‌کردن است، زیرا تعداد حامل‌های اقلیت مستقل از ولتاژ بایاس است. اما از آنجایی که حامل‌های بار اقلیت را می‌توان به‌صورت گرمایی تولیدکرد، جریان رانش به دما وابسته است.
هنگامی که یک میدان الکتریکی در سراسر مواد نیم‌رسانا اعمال می‌شود، حامل‌های بار به سرعت رانش خاصی می‌رسند. این اثر ترکیبی جابجایی حامل‌های بار، جریانی را تشکیل می‌دهد که به عنوان «جریان رانش» شناخته می‌شود. چگالی جریان رانش ناشی از حامل‌های بار مانند الکترون‌های آزاد و حفره‌ها، جریانی است که از یک مساحت سانتی‌متر مربعی عمود بر جهت جریان عبور می‌کند.
(i) چگالی جریان رانش J n درنتیجه الکترون‌های آزاد به وسیله:
{\displaystyle J_{n}=qn\mu _{n}E\quad (A/cm^{2})}
(ii) چگالی جریان رانش Jp، درنتیجه حفره‌ها به وسیله:
{\displaystyle J_{p}=qp\mu _{p}E\quad (A/cm^{2})}
که: n - تعداد الکترون‌های آزاد در سانتی‌متر مکعب.
p - تعداد حفره‌ها در سانتی‌متر مکعب
{\displaystyle \mu _{n}} - تحرک‌پذیری الکترون‌ها در {\displaystyle cm^{2}/Vs}
{\displaystyle \mu _{p}} - تحرک‌پذیری حفره‌ها در {\displaystyle cm^{2}/Vs}
E – شدت میدان الکتریکی کاربردی برحسب V/cm
q – بار یک الکترون = 19-10×۱٫۶ کولن. 